# ÖBB 1020 sorozat
Az ÖBB 1020 sorozat (eredetileg a német DRG E 94 sorozat) egy osztrák villamosmozdony-sorozat. Beceneve: Krokodil vagy Vasdisznó. Selejtezése Ausztriában 1995-ben történt.

## Története
A német vasút E94-es sorozatának gyártását 1940-ben az AEG gyár kezdte meg. Eredetileg nehéz tehervonati mozdonynak készült, de időközben a II. világháború közbeszólt, és a háborúban 1. számú háborús villamosmozdonynak sorolták őket. Ennek következtében a háború után néhány gép az ÖBB fennhatósága alá került, szám szerint 44 db. 1952-ben az ÖBB további 3 mozdonyt rendelt. 1954-ben az ÖBB a mozdonyokat az 1020-as sorozatba sorolta.
Az 1020-as sorozat évtizedeken át jellemzően tehervonatokat továbbított Ausztriában, de a szomszédos országokba is kilátogattak, München-be, Tarvisio-ba (Olaszország), illetve Jesenice-be (Szlovénia).
1967-től a mozdonyokat modernizálni kezdték, a homlokablakokat gumitömítéssel kétablakosra alakították át az eredeti háromablakos kivitel helyett, megváltoztatták a géptéren a beszívó szellőzőrácsokat, új fényszórókat, zárlámpákat kaptak, az új színezésük vérnarancs lett.
Az 1990-es években a jól bevált sorozat átlépte az 50. évét, az újabb mozdonyok érkezésével selejtezni kezdték, így 1995-ben selejtezték az utolsó mozdonyt.
Az eredeti három homlokablakos változatból egy a Strasshof an der Nordbahn helyiségben található vasút-múzeumban (Eisenbahnmuseum Strasshof „Das Heizhaus) van kitűnő állapotban (ÖBB 1020 038), a modernizált két homlokablakos változatból sokáig Amstettenben volt egy darab letárolva (A-ÖBB 1020 022-8).